# Hadogenes hahni
Espèce
Synonymes
- Ischnurus hahni Peters, 1862
- Ischnurus taeniurus Thorell, 1876
- Hadogenes angolensis Lourenço, 1999

Hadogenes hahni est une espèce de scorpions de la famille des Hormuridae.

## Distribution
Cette espèce se rencontre dans le Sud-Est de l'Angola et dans le Nord de la Namibie,.

## Description
Les mâles mesurent de 112,90 à 154,03 mm et les femelles de 112,53 à 153,53 mm.

## Systématique et taxinomie
Cette espèce a été décrite sous le protonyme Ischnurus hahni par Peters en 1862. Elle est placée dans le genre Hadogenes par Fet en 2000 qui dans le même temps place Hadogenes taeniurus en synonymie.

## Étymologie
Cette espèce est nommée en l'honneur de Carl-Hugo Hahn (1818-1895).

## Publication originale
- Peters, 1862 : Derselbe legte eine neue Scorpionenart Prionurus villosus. Monatsberichte der Königlichen Preussischen Akademie der Wissenschaften zu Berlin, vol. 11, p. 26-27 (texte intégral).